# Лесозаводский (Тюменская область)
Лесозаводский — посёлок в Нижнетавдинском районе Тюменской области России. Входит в состав Тюневского сельского поселения.

## География
Посёлок находится на западе Тюменской области, в пределах юго-западной части Западно-Сибирской низменности, в зоне подтайги, на берегу озера Аюкуль, на расстоянии примерно 66 километров к юго-западу от села Нижняя Тавда, административного центра района. Абсолютная высота — 63 метра над уровнем моря.

### Климат
Климат резко континентальный с холодной продолжительной зимой и коротким тёплым летом. Средняя температура воздуха самого холодного месяца (января) — −18,6 °C (абсолютный минимум — −53 °C); самого тёплого месяца (июля) — 17,6 °C (абсолютный максимум — 38 °С). Безморозный период длится в среднем 111 дней. Среднегодовое количество атмосферных осадков составляет 300—400 мм, из которых 70 % выпадает в тёплый период. Продолжительность залегания снежного покрова составляет в среднем 156 дней.

## Население
| 2010 |
| ---- |
| 261  |

## Инфраструктура
В поселке 10 улиц: Заводская улица, Улица Мира, Центральная улица, Тюменская улица, Кедровая улица, Лесная улица, Молодёжная улица, Советская улица, Сибирская улица, Юбилейная улица.

## Достопримечательности
В поселке находятся памятник Воинам-землякам, павшим в Великой Отечественной войне и Серафимовская церковь.